# نيفا مكادالا
نيفا مكادالا (بالإنجليزية: Neva Mkadala)‏ هو ملاكم تنزاني، مثّل بلاده في الألعاب الأولمبية الصيفية 1984.

## روابط خارجية
نيفا مكادالا على موقع أوليمبيديا (الإنجليزية)